# Цовазард
Цовазард (вірм. Ծովազարդ) — село в марзі Гегаркунік, на сході Вірменії. Село розташоване на березі озера Севан на трасі Єреван — Севан — Мартуні — Варденіс, за 18 км на південний схід від міста Севан, за 14 км на північ від міста Гавар, за 2 км на північний захід від села Лчап та за 4 км на південний схід від села Норашен.